# بخش چوکو
شهرستان چوکو (به اسپانیایی: Chocó Department) یک سکونتگاه مسکونی در کلمبیا است که در کلمبیا واقع شده‌است.

## خصوصیات
شهرستان چوکو ۴۶٬۵۳۰ کیلومترمربع مساحت و ۴۹۰٬۳۲۷ نفر جمعیت دارد.